# 界首乡
界首乡，中国浙江省西北部淳安县下辖的一个乡。
界首乡因界首群岛而得名。
2001年，桐子坞乡、东亭乡合并组建界首乡。

## 行政区划
界首乡现辖：
洋田村、玛璜村、姚家村、松源村、康源村、燕上村、鳌山村、周家村、严家村、坎脚村、桐子坞村、施家坪村和新燕村。